# كريس ميسيل
كريس ميسيل (بالإنجليزية: Chris Angel)‏ هو مصارع محترف أمريكي، ولد في 2 ديسمبر 1982.

## روابط خارجية
- كريس ميسيل على موقع CageMatch worker (الإنجليزية)